# Lloyd’s of London
Lloyd’s of London, по-русски Лондонский Ллойд или просто Ллойд — известный рынок страхования, называемый иногда (ошибочно) страховой компанией. Представляет собой место, где андеррайтеры встречаются со страховыми брокерами для заключения договоров страхования и перестрахования.

## История
Ллойд получил своё название по имени Эдварда Ллойда (Edward Lloyd), владельца кофейни (первые упоминания в источниках около 1689 года), расположенной на Тауэр-стрит, возле Темзы, недалеко от Тауэра. Эта кофейня в XVII в. была популярна у капитанов, купцов, владельцев судов как место обмена новостями. Не позднее 1696 года Ллойд начал предоставлять посетителям гусиные перья, чернила и бумагу (для оформления разных контрактов), а три раза в неделю вывешивать на стене рукописный листок «Ллойдз ньюз» («Новости Ллойда») с различными новостями о торговых судах. Это «СМИ» просуществовало не очень долго и было закрыто, но в 1734 году ему на смену пришла газета «Ллойдз лист», которая выходит доныне (c 2013 года — в электронном виде) и является старейшей в Лондоне ежедневной газетой. Здесь же часто заключались договоры страхования судов и грузов.

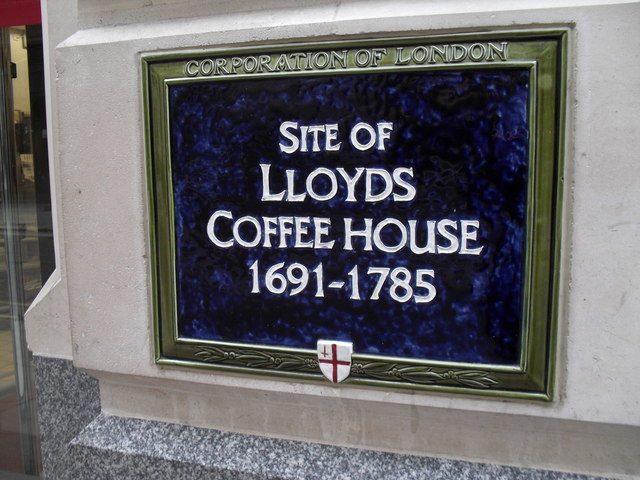
Памятная доска, установленная на том месте где в 1691—1785 годах находилась кофейня Ллойда

В 1691 году после Рождества кофейня переехала ближе к центру Лондонского Сити на Ломбард стрит (угол переулка Попс-Хэд-Аллей). Здесь она находилась и после смерти Э. Ллойда (1713) до 1785 года. К моменту смерти Ллойда его кофейня превратилась в закрытый частный клуб — это заведение полностью контролировалось его членами (клиентурой) и те, кто не имел отношения к мореходству или морскому страхованию, попасть в него просто не могли. Тогда же были заложены нерушимые традиции этого заведения.
Члены этого клуба, страховавшие суда и грузы, назывались и называются «андеррайтерами», то есть подписчиками (или подписантами) — они писали свои имена и доли принимаемого на себя риска последовательно один за другим. С тех пор в деловом языке всех страховых брокеров и страховщиков мира прочно засели термины «подписать риск» (заключить договор страхования), «подписанная премия» (та страховая премия, которая указана в договоре страхования), «андеррайтерский результат» (результаты работы страховщика с учётом только страховых операций, без прочих прибылей и убытков) и другие.
Юлиус Ангерштейн родился в 1735 году в Санкт-Петербурге. Его отцом был англичанин, а мать — русская. В возрасте 14 лет он вместе с родителями переехал в Англию. Там он поступил на службу к известному купцу А. Томпсону, постоянному посетителю кофейни Ллойда. Ангерштейн сделался страховщиком и в 1771 год организовал выборный Комитет посетителей (кофейни) для подыскания новых помещений под страховое объединение. В 1774 году «Ллойд» переехал в здание Королевской биржи, Комитет посетителей преобразовали в Комитет членов, а сам Джон Юлиус Ангерштейн вскоре был избран его председателем. В 1811 году он сумел официально оформить через парламент статус комитета «Ллойда», что значительно укрепило авторитет «Ллойда» и расширило операции компании.
Разработанный в кофейне Ллойда ритуал составления полисов соблюдается и сегодня (с тем единственным серьёзным отличием, что клиента-страхователя теперь представляет посредник — страховой брокер). Брокер, после получения от страхователя заявки на страхование, выписывает условия этого страхования на особом (сложенном вдвое) листе бумаги, который называется «слип». В страховом зале брокер находит страховщика, который специализируется на подходящем виде сделок. После достижения договорённость о размере страховой премии и об иных существенных условиях, этот первый страховщик проставляет в «слипе» величину страховой суммы (или страхового покрытия), которую он берет на себя, и ставит на слипе свои инициалы, делая тем самым «почин» и становясь «лидером» по этому полису. Затем маклер отыскивает других страховщиков, готовых поддержать этот почин — они будут подписывать слип друг под другом до тех пор, пока не будет покрыта вся страховая сумма.

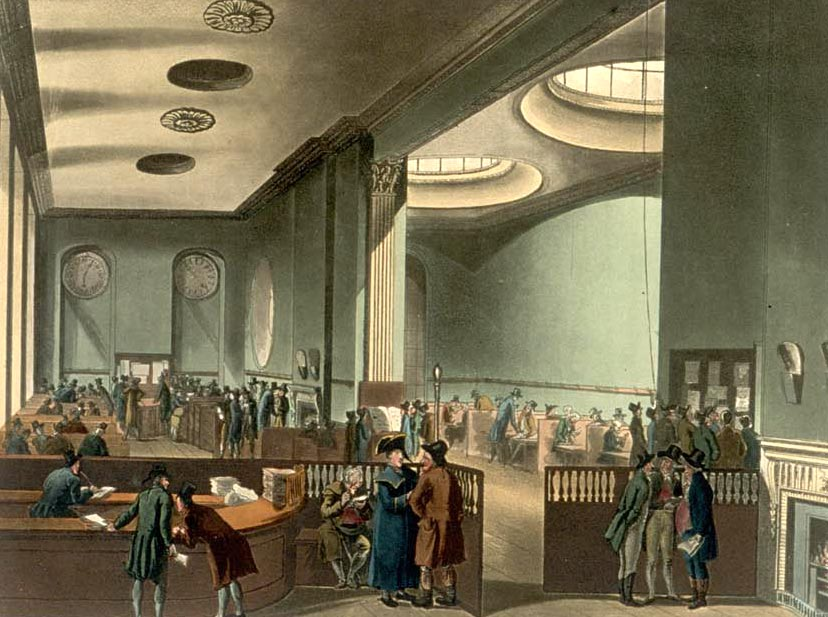
Зал для подписания договоров в начале XIX в.

После смерти Э. Ллойда организацию возглавил Юлиус Ангерштейн, ставший по сути истинным создателем корпорации «Ллойд» и известный под именем «отец Ллойда».
В 1774 году общество «Ллойда» переехало в здание Королевской биржи в самом центре Сити.
Между 1688 и 1807 гг. одним из основных видов бизнеса являлось страхование морских судов, участвующих в торговле рабами. Британские корабли перевезли более 3,25 млн рабов. За этот же период пропало/утонуло 1053 британских судна, связанных с торговлей рабами.
В 1871 году парламентом Великобритании был принят акт Ллойда (Lloyd’s Act), заложивший правовые основы бизнеса Ллойда. С этого времени «Ллойд» стал выступать в качестве страховой корпорации. Следующий акт Ллойда в 1911 году определил и расширил основные цели деятельности корпорации «Ллойд».
В 1987—1993 гг. «Ллойд» и весь лондонский рынок переживали тяжелые времена (большие убытки), что привело к кардинальным изменениям в структуре компании и её капитале.
До этой реорганизации Ллойд представлял по сути объединение индивидуальных страховщиков — физических лиц, т. н. «Names», общим числом более 30 000 человек, которые были объединены в 430 синдикатов. Во главе каждого синдиката стоял андеррайтер, принимавший риск, который распределялся между членами синдиката. Членом синдиката мог стать человек, ообладающий определённым имуществом, которым он отвечал по обязательствам.
После реорганизации участниками синдикатов стали корпоративные члены.

## Структура

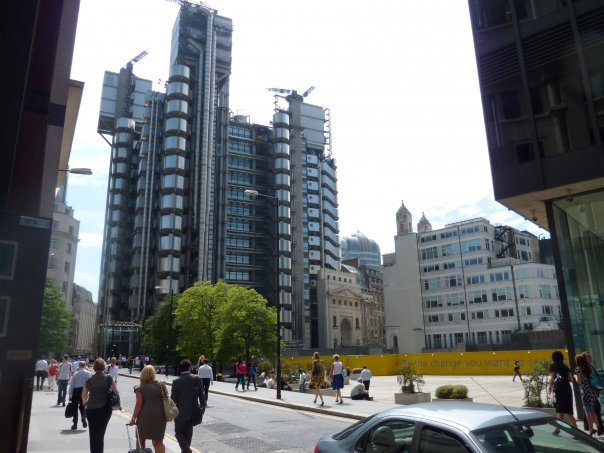
Здание Ллойда в Лондоне

Современный Ллойд не является страховой компанией в обычном понимании этого слова, а представляет собой страховой рынок, на котором встречаются члены корпорации «Ллойд».
Сама по себе корпорация «Ллойд» не берёт на себя ответственность по договорам страхования, предоставляя это членам синдикатов Ллойда.

### Управление
Управляется Ллойд т. н. Советом Ллойда (Council of Lloyd’s), который регулирует и управляет страховым рынком внутри Ллойда, определяя правила и процедуры заключения договоров страхования. В Совет Ллойда входят 6 рабочих (working), 6 внешних (external) и 6 номинальных (nominated) членов. Рабочих и внешних членов выбирают члены Ллойда. Шесть номинальных членов Совета, в том числе CEO согласовывает правление Банка Англии.

### Работа Ллойда

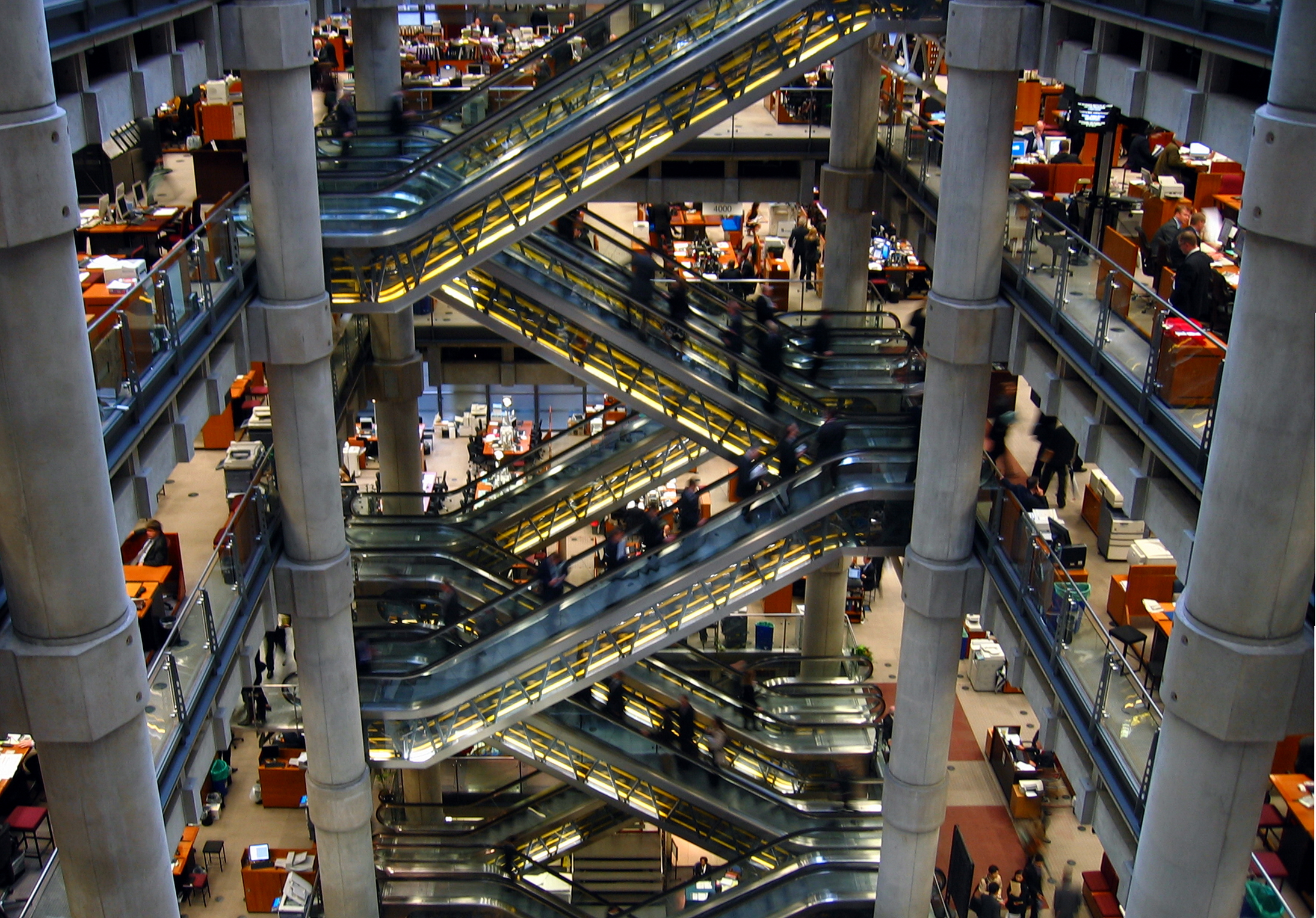
Внутри здания Ллойда в Лондоне

В корпорации Ллойд имеется два типа людей и фирм. Первые называются членами корпорации (members). Вторые являются агентами, брокерами, профессионалами, помогающими членам корпорации заключить договоры страхования и перестрахования, представляя клиентов Ллойда.
Если в прежние времена членами Ллойда были только богатые физические лица (около 34 000), то после кризиса начала 1990-х гг. членами корпорации стали компании. Многие физические лица (names) разорились и им на смену пришли компании. В настоящее время на долю физических лиц приходится 10 % всего объёма договоров Ллойда. Количество физических лиц постоянно снижается в силу естественных причин, а также вследствие их объединения в товарищества.
Клиенты (страхователи и перестрахователи) не могут заключать договоры напрямую с синдикатами Ллойда, а только через сертифицированных брокеров Ллойда. Брокеры стараются найти для клиентов наилучшие условия среди синдикатов Ллойда.
По состоянию на 31 января 2009 года структура Ллойда насчитывала:
- Члены корпорации (Capital providers)
  - 1238 корпоративных члена (corporate members)
  - 773 индивидуальных членов с неограниченной ответственностью (individual Names with unlimited liability)
- Участники рынка (Market participants)
  - 51 агент (managing agents)
  - 87 синдикатов (syndicates)
  - 176 сертифицированных брокеров Ллойда (Lloyd’s brokers)

## Политика корпорации
Ллойд страхует большое и разнообразное количество объектов и рисков. Ллойд имеет большой опыт страхования необычных, уникальных рисков.
Примеры нестандартных договоров страхования:
- Ноги Бетти Грейбл, Брук Шилдс и Тины Тёрнер.
- Нос Джимми Дуранте.
- Пальцы гитариста The Rolling Stones Кита Ричардса.
- Голос Селин Дион.
- Улыбка Америки Феррера на 10 миллионов долларов.
- Бюст Tempest Storm.
- Жизнь американского авиатора Стива Фоссета (Steve Fossett) на 50 млн $.
- Части тела, жизнь, здоровье других известных личностей.

## Разное

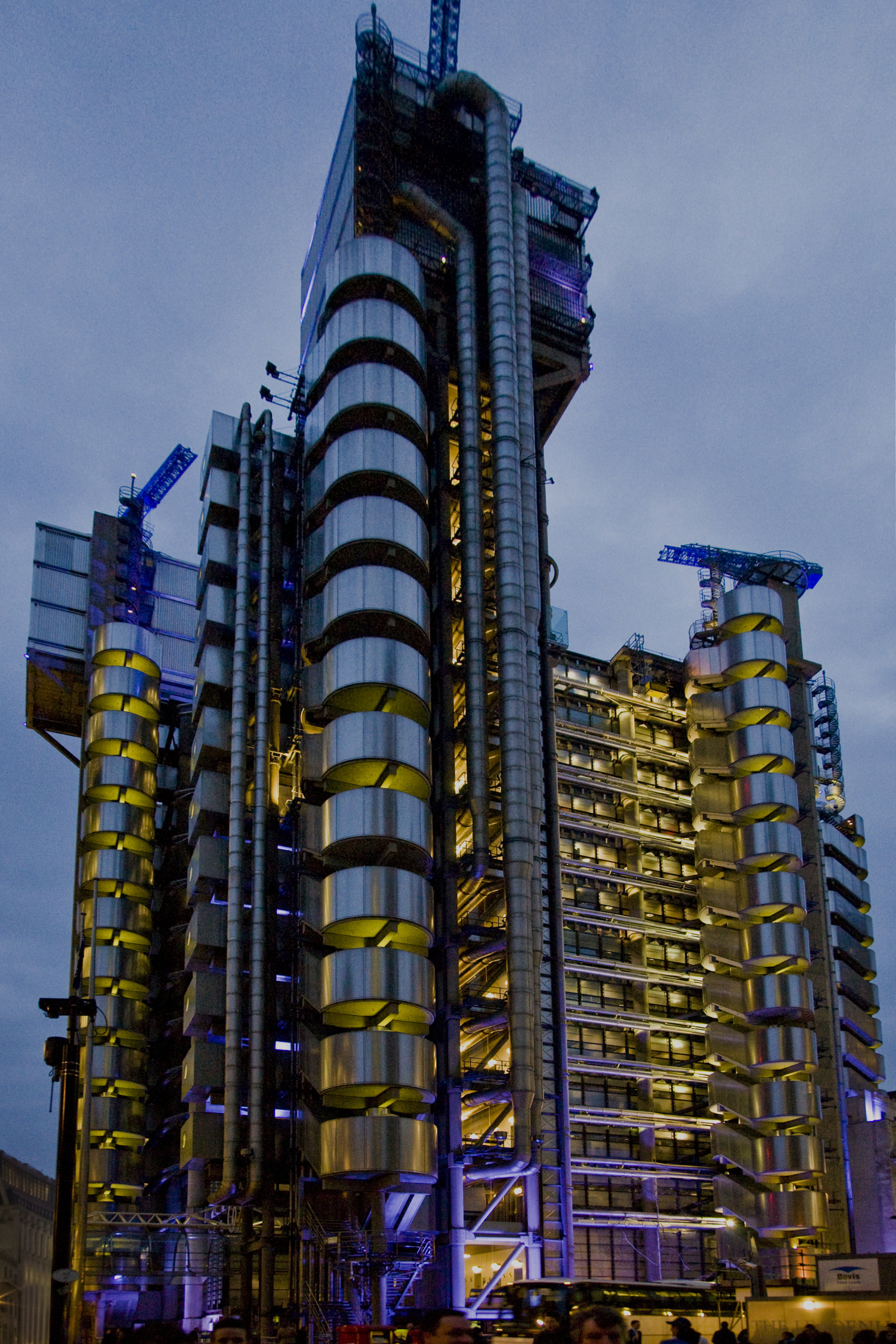
Здание Ллойда, вид с улицы

Современное здание Ллойда имеет необычную архитектуру (архитектор Ричард Роджерс) и было построено в 1986 году. Оно стоит на месте старого римского форума. В июле 2013 года здание Ллойда было куплено второй по размеру китайской страховой компанией Ping An Insurance за 260 млн £ у немецкой финансовой группы Commerzbank.
В главном зале здания находится колокол с «Лутины», который был снят с одноимённого судна. Этот колокол в ранние времена деятельности Ллойда использовался для оповещения о событиях. Если судно приходило в порт или поступали известия о спасении судна, колокол звонил дважды, если приходили плохие известия, то колокол звонил один раз. В настоящее время колокол используется только по особым случаям (торжественные даты, церемонии приёма почётных гостей и т. п.). Во всех этих случаях колокол звонит дважды. И только несколько раз за последнее время колокол звонил один раз в связи с трагическими событиями в мире: 11 сентября 2001 г., Азиатское цунами, террористическая атака в Лондоне 7 июля 2005 года.

### Статистические данные
- Yahoo! — Lloyd’s Company Profile
- Lloyd’s of London’s webcam
- Lloyd’s bulletin board
- Lloyd’s litigation database
- Commentary on Lloyd’s